# Австрия на летних Олимпийских играх 1936
Австрия принимала участие в Летних Олимпийских играх 1936 года в Берлине (Германия) в девятый раз за свою историю, и завоевала три бронзовые, шесть серебряных и четыре золотые медали. Сборная страны состояла из 234 человек (234 мужчины, 17 женщин).

## Медалисты
| Медаль  | Спортсмен                      | Вид спорта                  | Дисциплина                                     |
| ------- | ------------------------------ | --------------------------- | ---------------------------------------------- |
| Золото  | Роберт Файн                    | Тяжёлая атлетика            | Мужчины, до 67,5 кг                            |
| Золото  | Грегор Храдецки                | Гребля на байдарках и каноэ | Мужчины, байдарка-одиночка, 1000 м             |
| Золото  | Грегор Храдецки                | Гребля на байдарках и каноэ | Мужчины, байдарка-одиночка разборная, 10.000 м |
| Золото  | Адольф Кайнц Альфонс Дорфнер   | Гребля на байдарках и каноэ | Мужчины, байдарка-двойка, 1000 м               |
| Серебро | Руперт Вайнштабль Карл Пройсль | Гребля на байдарках и каноэ | Мужчины, каноэ-двойка, 1000 м                  |
| Серебро | Фриц Ландертингер              | Гребля на байдарках и каноэ | Мужчины, байдарка-одиночка, 10.000 м           |
| Серебро | Виктор Калиш Карл Штайнхубер   | Гребля на байдарках и каноэ | Мужчины, байдарка-двойка, 10.000 м             |
| Серебро | Йозеф Хазенёрль                | Академическая гребля        | Мужчины, одиночки                              |
| Серебро | Команда                        | Футбол                      | Мужчины                                        |
| Серебро | Команда                        | Гандбол                     | Мужчины                                        |
| Бронза  | Руперт Вайнштабль Карл Пройсль | Гребля на байдарках и каноэ | Мужчины, каноэ-двойка, 10.000 м                |
| Бронза  | Алоис Подхайски                | Конный спорт                | Выездка, личное первенство                     |
| Бронза  | Эллен Мюллер-Прайс             | Фехтование                  | Женщины, рапира, личное первенство             |

## Результаты соревнований

### Академическая гребля
Соревнования в академической гребле на Играх 1936 года проходили с 11 по 14 августа. В следующий раунд из каждого заезда проходили несколько лучших экипажей (в зависимости от раунда и дисциплины). В финал выходили 6 сильнейших экипажей.
Мужчины
| Соревнование | Спортсмены                  | Предварительный заезд | Предварительный заезд | Предварительный заезд | Отборочный заезд | Отборочный заезд | Отборочный заезд | Полуфинал     | Полуфинал     | Полуфинал     | Финал                 | Финал                 |
| Соревнование | Спортсмены                  | Заезд                 | Время                 | Место                 | Заезд            | Время            | Место            | Заезд         | Время         | Место         | Время                 | Место                 |
| ------------ | --------------------------- | --------------------- | --------------------- | --------------------- | ---------------- | ---------------- | ---------------- | ------------- | ------------- | ------------- | --------------------- | --------------------- |
| одиночки     | Йозеф Хазенёрль             | 2                     | 7:24,0                | 2                     | 1                | 7:27,7           | 1 Q              | 2             | 7:54,6        | 2 Q           | 8:25,8                | 2                     |
| двойки       | Хайнц Гаттрингер Макс Колли | 3                     | 7:38,7                | 4                     | 2                | 9:42,8           | 3                | не проводится | не проводится | не проводится | завершили выступление | завершили выступление |

### Парусный спорт
| Класс   | Спортсмены  | Гонка | Гонка | Гонка | Гонка | Гонка | Гонка | Гонка | Очки | Место |
| Класс   | Спортсмены  | 1     | 2     | 3     | 4     | 5     | 6     | 7     | Очки | Место |
| ------- | ----------- | ----- | ----- | ----- | ----- | ----- | ----- | ----- | ---- | ----- |
| Олимпик | Диц Ангерер | 8     | 17    | DSQ   | 12    | 5     | DSQ   | 2     | 86   | 15    |